# Kursächsischer Viertelmeilenstein Bad Langensalza

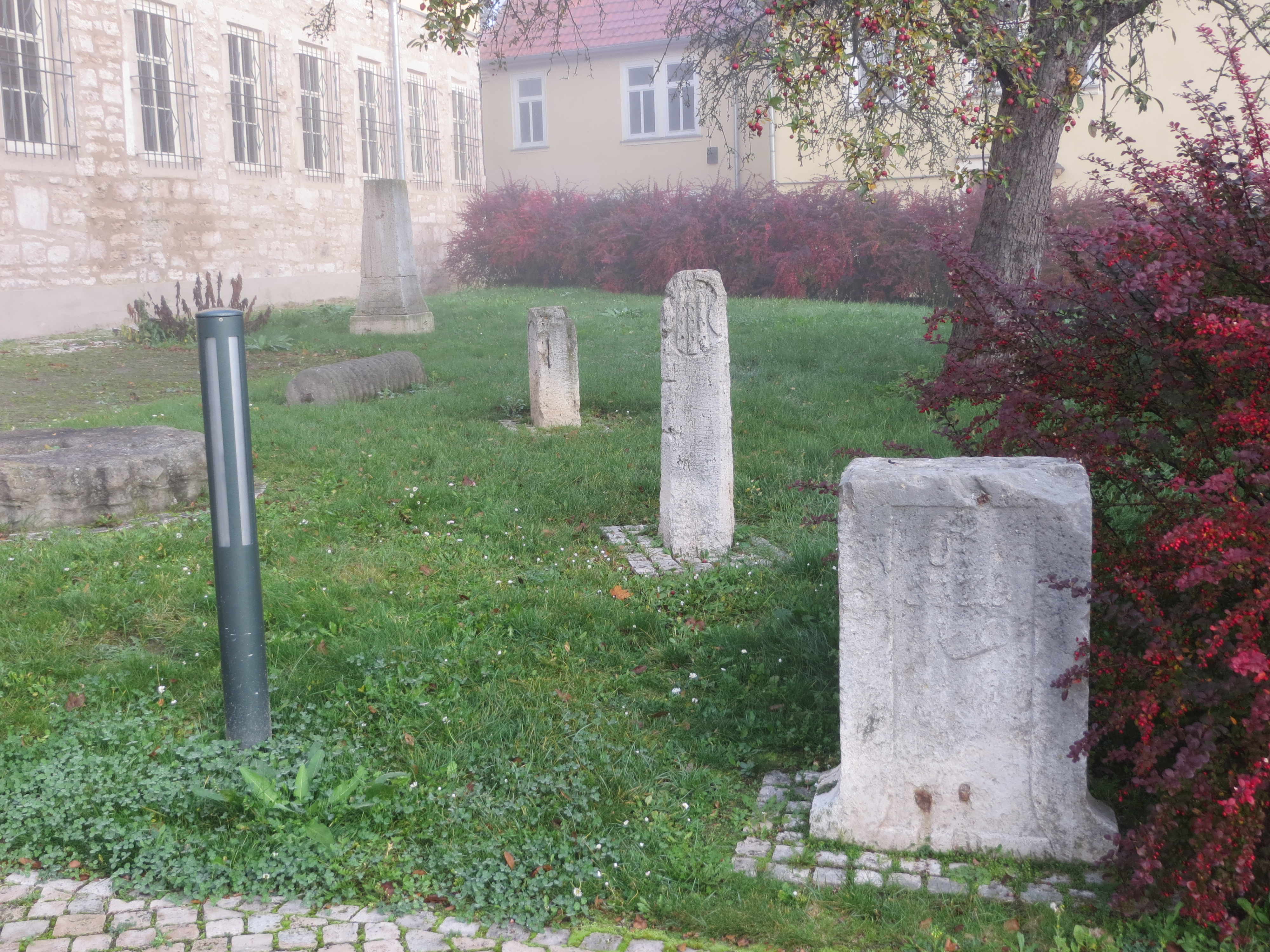
Der Viertelmeilenstein ganz rechts

Der denkmalgeschützte kursächsische Viertelmeilenstein Bad Langensalza gehört zu den Postmeilensäulen, die im Auftrag des Kurfürsten Friedrich August I. von Sachsen durch den Land- und Grenzkommissar Adam Friedrich Zürner in der 1. Hälfte des 18. Jahrhunderts im Kurfürstentum Sachsen errichtet worden sind. Er befindet sich heute am Wiebeckplatz (früher Ernst-Thälmann-Platz) vor dem Stadtmuseum in der thüringischen Kurstadt Bad Langensalza im Unstrut-Hainich-Kreis. Gegenüber dem Viertelmeilenstein an der anderen Seite des Weges steht ein preußischer Glockenstein.

## Geschichte
Der Stein trägt die Jahreszahl 1729 und die Reihennummer 63. Er stand ursprünglich 15¾ Meilen von Leipzig entfernt. Es handelt sich um den Rest eines Viertelmeilenstein aus Travertin. Die Spitze fehlt. Der ursprüngliche Standort des Steins war an der Gabelung der Felsenkellerstraße.